# Herlev IF Fodbold
Herlev Idrætsforening – Fodboldafdeling (forkortet Herlev IF, HI Fodbold, HI) er en dansk fodboldklub beliggende i den nordvestlige københavnske forstad, Herlev. Klubben, hvis 1. seniorhold deltager i Danmarksserien, og afvikler deres hjemmebanekampe på Herlev Stadion, er medlem af lokalunionen Sjællands Boldspil-Union (SBU) under Dansk Boldspil-Union (DBU). Fodboldafdeling fungerer i dag som en underafdeling af Herlev Idrætsforening (HI), der siden 1949 har været paraplyorganisation for næsten samtlige idrætsklubber i Herlev Kommune.
Herlev IF blev stiftet 12. Maj 1923 og har over 600 medlemmer fra Mikro-Fodbold til Grand Masters